# Барри, Бубакар
Бубака́р Барри́ Ко́па (фр. Boubacar Barry Copa; 30 декабря 1979, Абиджан) — ивуарийский футболист, вратарь.

## Карьера
Бубакар Барри родился в бедной семье. Он начал играть в футбол на улицах Абиджана. Он начал карьеру, выступая за молодёжный состав клуба «Стелла д’Аджаме». В феврале 1994 года Барри пришёл в футбольную школу «МимоСифКом», созданной одним из лидеров футбола страны клубом «АСЕК Мимозас». Он прошёл несколько просмотров, но его туда не брали. Тогда Барри написал письма спортивному директору клуба Жану Марку Гиллу и менеджеру генералу де’Азеку. В результате, Барри был взят в команду на позицию вратаря. 1 августа 1995 года Бубакар был зачислен в «МимоСифКом». В 1999 году Барри подписал свой первый профессиональный контракт с «Мимозас», где провёл два сезона.
В ноябре 2001 года Барри перешёл во французский клуб «Ренн», подписав контракт на 3 года. «Ренн» наблюдал за ивуарийцем с 1997 года, когда он, в составе молодёжной команды, провёл удачный матч против «молодёжки» «Ренна» во время турне по Франции. За основу клуба Барри не выступал: в воротах стояли сильные вратари Бернар Лама и Петр Чех. Ивуариец провёл 23 матча за второй состав команды.
В июле 2003 года Барри перешёл в бельгийский клуб «Беверен». В первом же сезоне он стал основным вратарём команды, дошедшей до финала Кубка Бельгии и получившей место в Кубке УЕФА; также Барри стал вторым вратарём в чемпионате Бельгии по опросу СМИ. По окончании сезона руководство «Беверена» продлило контракт с Бубакаром на 3 года. Барри провёл эти три года в клубе. Этот период характеризовался для голкипера несколькими тяжёлыми травмами, из-за чего он пропустил часть игр.
В июле 2007 года Барри перешёл в «Локерен», подписав трёхлетний договор. В сезоне 2008/2009 Бубакар был признан лучшим голкипером чемпионата Бельгии. На церемонии награждения он посвятил свой приз жертвам давки на стадионе в Абиджане, в которой погибли 22 человека.

## Карьера в сборной
В 2006 году Барри играл за сборную Кот-д’Ивуара на чемпионате мира, где провёл один матч — 22 июня против Сербии и Черногории, где Кот-д’Ивуар победил со счётом 3:2. В 2010 году на чемпионат мира Барри приехал в качестве основного вратаря национальной команды. На чемпионате мира 2014 года в Бразилии Барри также являлся основным вратарём национальной команды.
На Кубке африканских наций 2015 года он был запасным вратарём, но из-за травмы основного вратаря вышел играть в финале. Несмотря на то, что Барри свело ногу в матче, он довёл встречу до конца: в серии послематчевых пенальти он дважды парировал удары сборной Ганы, а его удар стал победным и принёс титул сборной Кот-д’Ивуара впервые за 23 года.

## Личная жизнь
Старший брат Бубакара, Тиерно Барри, также является футболистом. Он играл за сборную Гвинеи.

## Достижения
В сборной
- Обладатель Кубка Африканских наций: 2015
- Финалист Кубка Африканских наций (2): 2006, 2012

Командные
- Чемпион Кот-д’Ивуара (2): 2000, 2001
- Обладатель Кубка Кот-д’Ивуара: 1999
- Обладатель Суперкубка Кот-д’Ивуара: 1999
- Обладатель кубка Бельгии: 2011/12

Личные
- Лучший вратарь чемпионата Бельгии: 2009